# Marga Weimans
Marga Weimans (Rotterdam, 24 juni 1970) is een Nederlands modeontwerpster.

## Carrière
Weimans studeerde voor modeontwerper aan de Koninklijke Academie voor Schone Kunsten van Antwerpen, waar ze als eerste Nederlandse modeontwerpster afstudeerde in 2005. Tijdens haar studie liep ze stage bij modeshows van onder andere Dries van Noten, Raf Simons en Veronique Branquinho en bij de kostuumafdeling van Jan Fabres voorstelling ‘Parrots and Guinea’ Pigs’ in 2002.
Haar eigen label begon ze in 2006 in Rotterdam.

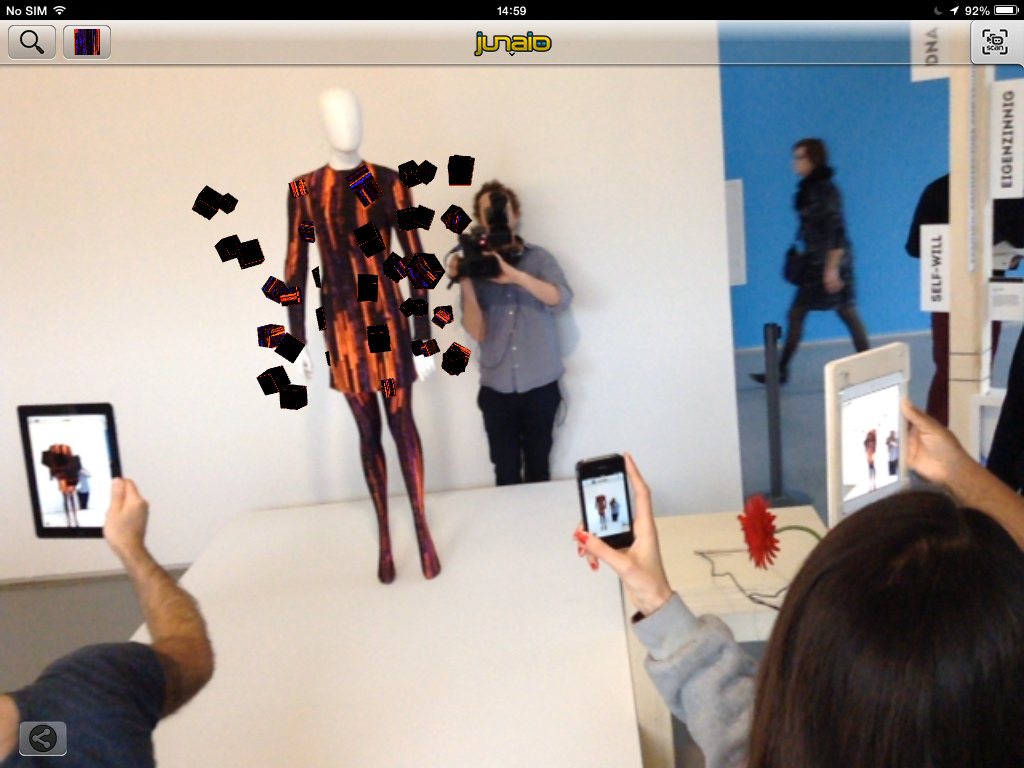
Mode met aangevulde realiteit

Met haar afstudeercollectie won Weimans in 2005 een i-D Styling Award. In 2013 werd Weimans voor haar collectie Body Archive genomineerd voor de Rotterdam Designprijs.

## Collecties

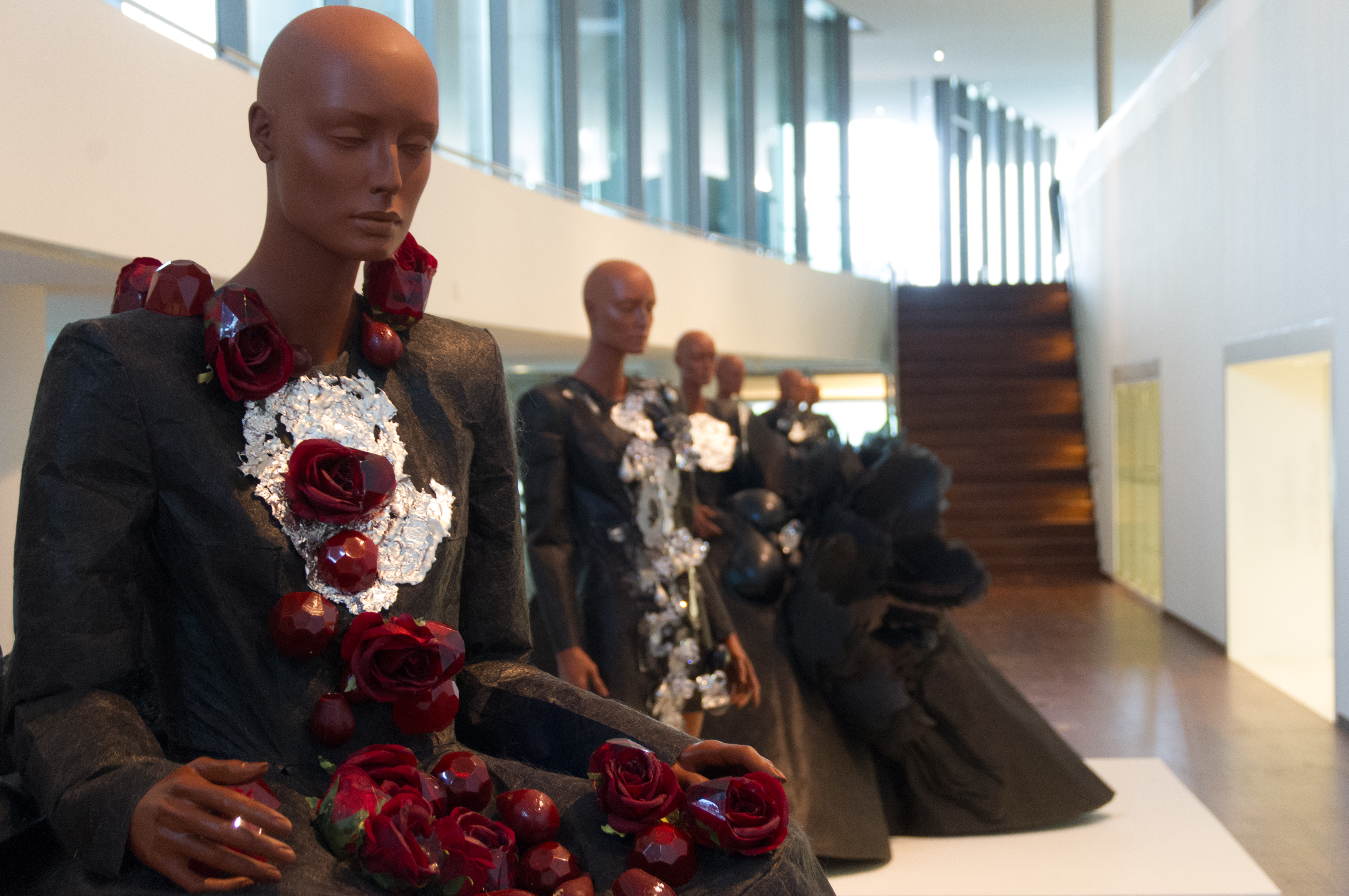
Les filles

In haar werk onderzoekt Weimans thema's als identiteit, technologie en schoonheid. Als kind sprong ze door haar huidskleur vaak in het oog, wat haar aanzette tot het dragen van kleurrijke en opvallende kleding. Doorslaggevend voor het vinden van haar eigen stijl was in haar academietijd de collectie The Power of My Dreams, een collectie die onder andere traditioneel Afrikaanse wax prints opnieuw interpreteerde.
Haar eerste collectie, Debut onderzocht traditionele ideeën over schoonheid in de haute couture. De collectie werd in 2008 gepresenteerd in Parijs en in 2009 vertoond in het Groninger Museum.
Haar collectie Wonderland was geïnspireerd op de buurt waar ze werkte, Rotterdam-Zuid. De collectie City Life stoelde op het idee van het modehuis en werd vergezeld door een levensgrote installatie getiteld Fashion House Most Beautful Dress in the World. In 2013 volgde de collectie Body Archive. Deze collectie ging in première op de Amsterdam Fashion Week en maakte gebruik van beeldherkenning en extra informatie die door middel van tablets en smartphones gezien kon worden.
Weimans werkte samen met Vincent de Rijk aan cilinders uit synthetisch hars in de collectie Trade. Met AMO werkte ze aan de installatie The Ultimate Dress.

## Trivia
- Marga Weimans is een oudere zus van nieuwslezeres Simone Weimans.

## Publicaties
- Visser, Maria. "Fashion House". Neon Media. 2015. 53'
- de Greef, John, 'Monumentale mode van Marga Weimans in Groningen'. Elsevier, 16 jun 2014.